# Hooper Coachbuilders
Hooper & Co. Coachbuilders war ein in London ansässiges Karosseriebauunternehmen, das bis 1959 Sonderaufbauten für britische Oberklassefahrzeuge in Handarbeit herstellte. Das Unternehmen war für zahlreiche, mitunter außergewöhnliche Karosserien für Fahrgestelle von Rolls-Royce bekannt, die vielfach an das britische Königshaus und auch an Monarchen anderer Staaten geliefert wurden. Zeitweise nahm Hooper die Position des Royal Warrant, d. h. des königlichen Hoflieferanten, ein. Seit dem Zweiten Weltkrieg war Hooper eng mit der Daimler Motor Company verbunden und wurde deren bevorzugter Karosseriehersteller. Als mit der Einführung selbsttragender Karosserien bei Rolls-Royce die Herstellung von Sonderaufbauten schwerer wurde, stellte Hooper den Betrieb ein. In den 1980er-Jahren erfuhr der Name Hooper eine kurze Renaissance.

## Unternehmensgeschichte

### Die Anfänge
Wurzel des Unternehmens war der 1805 – nach anderen Quellen: 1807 – in London gegründete Stellmacherbetrieb Adams & Hooper, der anfänglich Kutschwagen herstellte. Seit 1830 lieferten Adams & Hooper regelmäßig aufwändig gestaltete Kutschen an die königliche Familie, die von der britischen Königin Victoria und später von König Eduard VII. genutzt wurden.

### Königlicher Hoflieferant

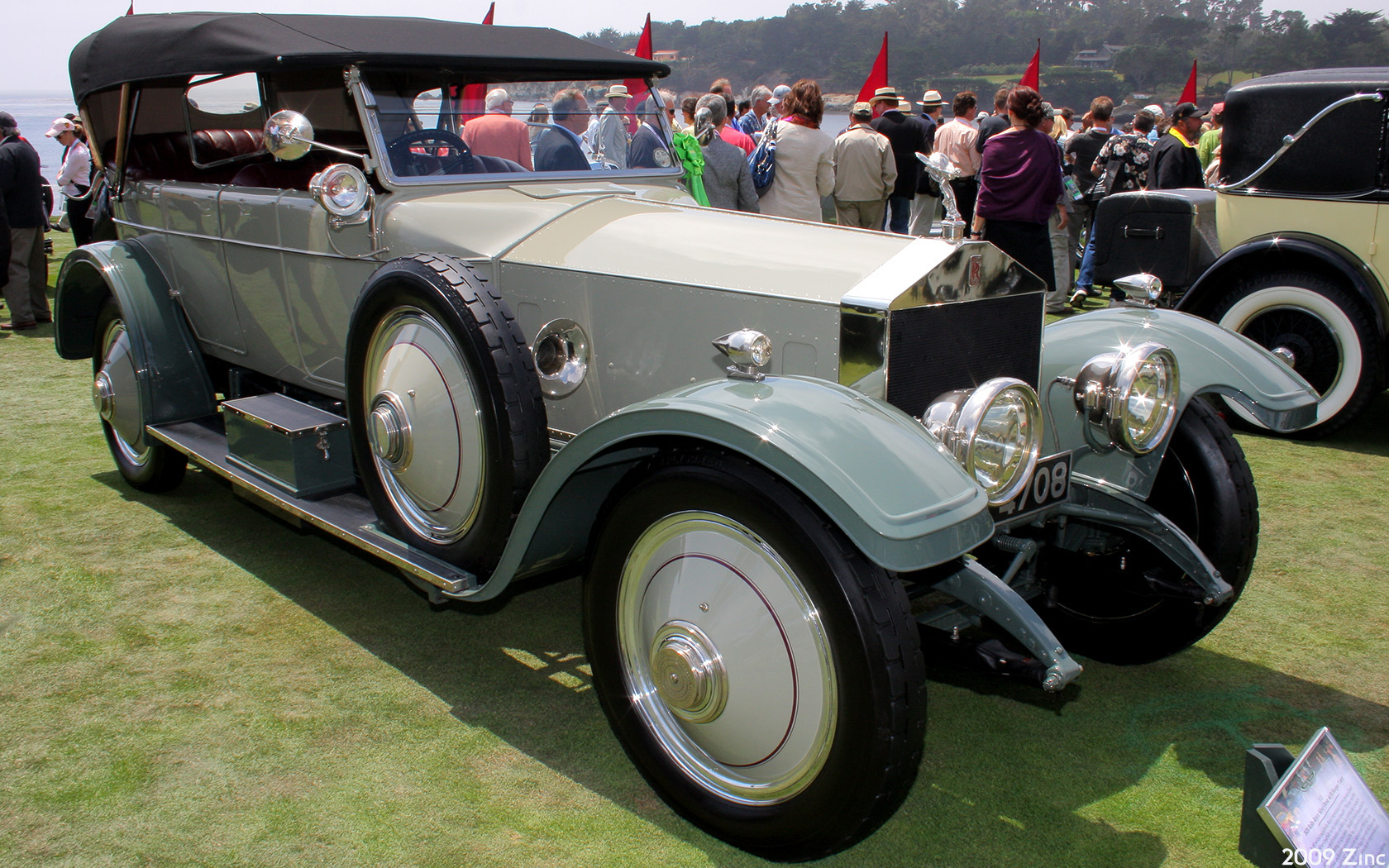
Rolls-Royce 40-50 hp mit Phaeton-Aufbau von Hooper

Ab 1896 firmierte das Unternehmen als Hooper & Co Coachbuilders Ltd. Wenig später wurde der erste Aufbau für ein Automobil hergestellt. Mit Beginn des 20. Jahrhunderts verlagerte Hooper den Tätigkeitsschwerpunkt auf Autokarosserien. Auch hier konzentrierte sich das Unternehmen auf die Oberklasse und stattete ab 1908 bevorzugt Fahrgestelle von Rolls-Royce aus.
Nach dem Ersten Weltkrieg wurde Hooper zum königlichen Hoflieferanten für Staatslimousinen. Das Unternehmen profitierte von dieser Stellung und konnte zahlreiche private Kunden gewinnen. Selbst in wirtschaftlich schwierigen Zeiten konnte Hooper seine Umsätze regelmäßig ausbauen. Zu Beginn der 1930er Jahre unterhielt Hooper drei räumlich getrennte Produktionsstätten in Chelsea, Blackfriars und Acton, in denen jährlich bis zu 300 Karosserien produziert wurden. Bereits 1920 hatte Hooper außerdem das in Bedfordshire ansässige Unternehmen Maythorn & Son Ltd. übernommen, in dem konservativ gestaltete Oberklasseaufbauten mit Holzkarosserien hergestellt wurden. Als Hooper 1938 schließlich den Konkurrenten Barker & Co. übernahm, der über mehrere Jahrzehnte der bevorzugte Lieferant für Rolls-Royce-Aufbauten gewesen war, verfügte der Betrieb über vier Produktionsstätten. Damit war er vor dem Zweiten Weltkrieg zu einem der größten britischen Hersteller von Luxuskarosserien geworden.

### Übernahme durch BSA und Niedergang

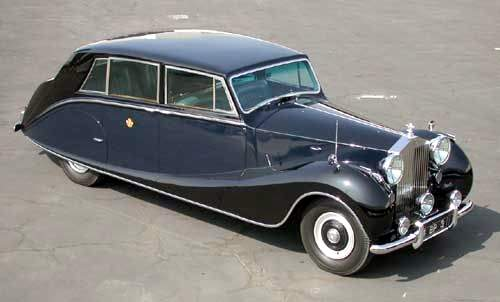
Rolls-Royce Phantom IV mit Empress-Karosserie

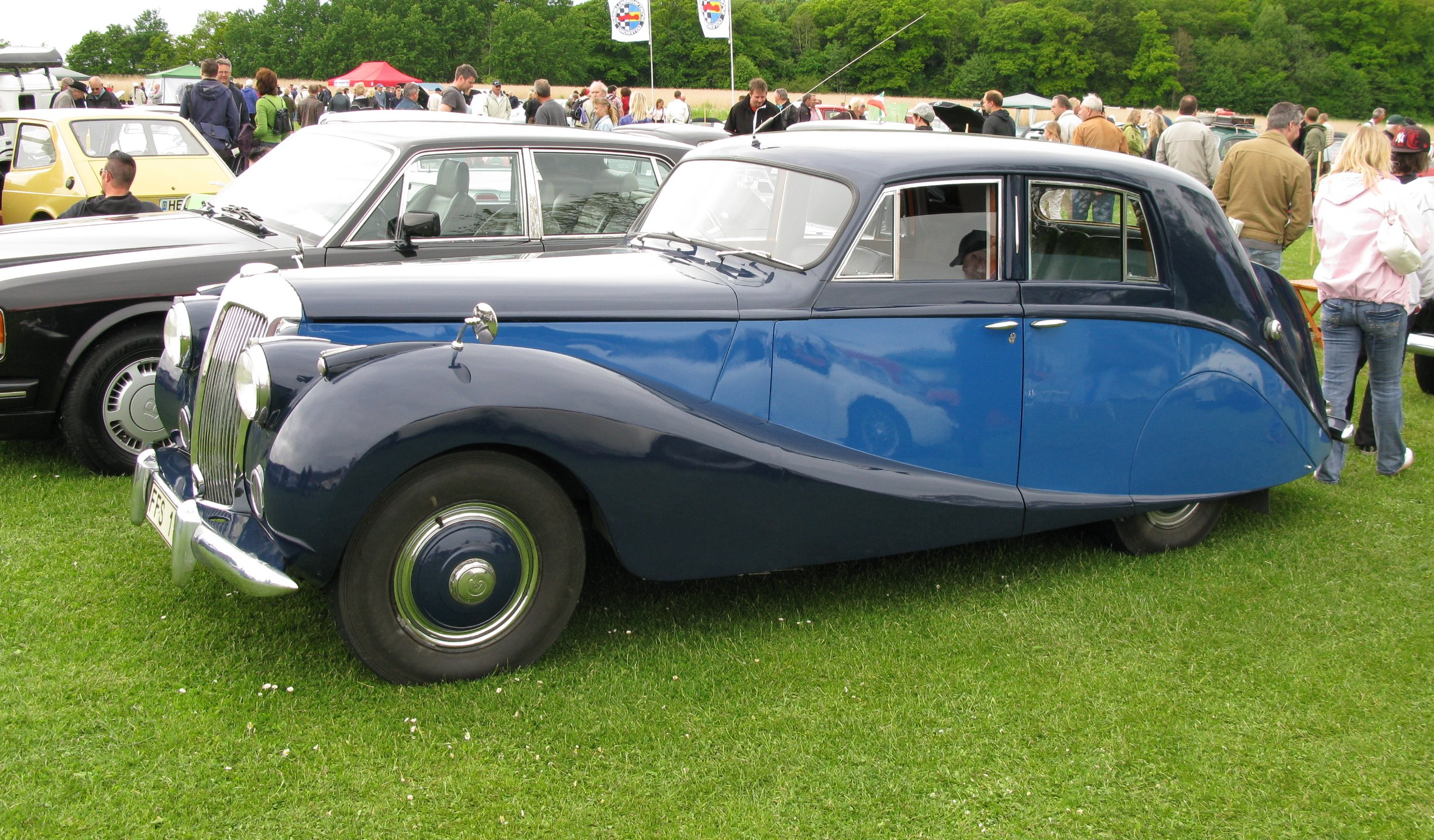
Daimler Empress I (DB18) mit Hooper-Karosserie

Nach dem Beginn des Zweiten Weltkriegs wurde Hooper von der Birmingham Small Arms Company (BSA) übernommen, einem vornehmlich als Waffenproduzent tätigen Unternehmen. Durch diesen Schritt intensivierte sich die Beziehung Hoopers zur Daimler Motor Company, einem direkten Konkurrenten von Rolls-Royce, der seit 1911 seinerseits zu BSA gehörte.
In den 1950er-Jahren karossierte Hooper überwiegend Fahrgestelle von Daimler. Auf der Basis des Daimler DB18/Consort, des Regency und des DK400 entstanden in kleinen Serien Sondermodelle mit Karosserien im Stil der Hooper Empress Line, die als Empress I bis IV Teil des Daimler-Werksprogramms waren. Ähnlich gestaltete Limousinen baute Hooper auch für Rolls-Royce- und Bentley-Chassis, ohne dass für sie allerdings der Name Empress verwendet wurde. Herausragende Show Cars dieser Ära sind die sogenannten Docker Daimlers, fünf außergewöhnlich gestaltete Unikate, die zwischen 1951 und 1955 auf der Basis der großen Daimler-Fahrgestelle entstanden.
Ende der 1950er-Jahre geriet Hooper in eine wirtschaftliche Krise. Daimler war es nicht gelungen, Fahrzeuge zu entwickeln, die mit Rolls-Royce und Bentley Schritt halten konnten. Die Daimler-Modelle wurden zunehmend als veraltet angesehen und waren nicht mehr attraktiv, sodass die Zahl der Neuaufträge für Daimler-Karosserien im Laufe der Jahre stark zurückging. Hooper konnte diesen Rückgang nicht durch zusätzliche Rolls-Royce-Karosserien auffangen. Auch hier waren die Aufträge in der zweiten Hälfte der 1950er-Jahre stark rückläufig: Nach 40 Rolls-Royce-Karosserien 1956 wurden 1958 noch 26 und 1959 nur noch 14 Aufbauten für die Fahrgestelle aus Crewe hergestellt.
1959 wurde Hooper schließlich von Rolls-Royce davon unterrichtet, dass der für Mitte der 1960er Jahre vorgesehene Nachfolger des Silver Cloud – der Rolls-Royce Silver Shadow – kein separates Fahrgestell mehr aufweisen, sondern eine selbsttragende Karosserie haben werde. Da dies die Herstellung von Sonderkarosserien erheblich erschwerte, sah Hooper keine langfristigen Erfolgsaussichten mehr für den Individualkarosseriebau. 1959 wurde die Produktion von Karosserien endgültig aufgegeben.
1960 eröffnete Hooper eine Service- und Reparaturwerkstatt für Fahrzeuge mit Hooper-Karosserien; zehn Jahre später erhielt das Unternehmen zudem eine Werksvertretung für Rolls-Royce und Bentley.

### Neubeginn in den 1980er Jahren
Mitte der 1980er Jahre stellte Hooper erneut einige Sonderaufbauten für Rolls-Royce-Fahrzeuge vor. Hierzu gehört der Hooper Bentley Empress II, ein zweitüriges Coupé auf der Basis des Bentley Mulsanne, das eine schräg stehende Frontpartie und ein Semi-Fließheck erhielt.
Von dem Modell wurden einige Exemplare realisiert; sie wurden ab 1987 zu einem Preis von 825.000 DM angeboten, nahezu das Vierfache des Preises eines „serienmäßigen“ Bentley Mulsanne. Später wurden auch einzelne verlängerte Ausführungen des Rolls-Royce Silver Spirit sowie zweitürige Versionen des Bentley Mulsanne angeboten.

## Der Hooper-Stil
Hooper erwarb bereits vor dem Ersten Weltkrieg den Ruf, perfekt auf die Bedürfnisse der Kunden zugeschnittene Karosserien zu gestalten und die Arbeiten handwerklich perfekt und ohne Rücksicht auf Kosten umzusetzen.
Seit den 1930er-Jahren wurden die Karosserien überwiegend von Osmond Rivers entworfen, einem gelernten Spengler, der 1911 in das Unternehmen eingetreten war. In stilistischer Hinsicht waren seine Entwürfe eher elegant als sportlich. In späteren Jahren verfolgten allerdings einige Entwürfe auch bewusst das Ziel, durch außergewöhnliche Gestaltungsmerkmale Aufsehen zu erregen. Hierzu gehörten unter anderem die Docker-Daimlers.

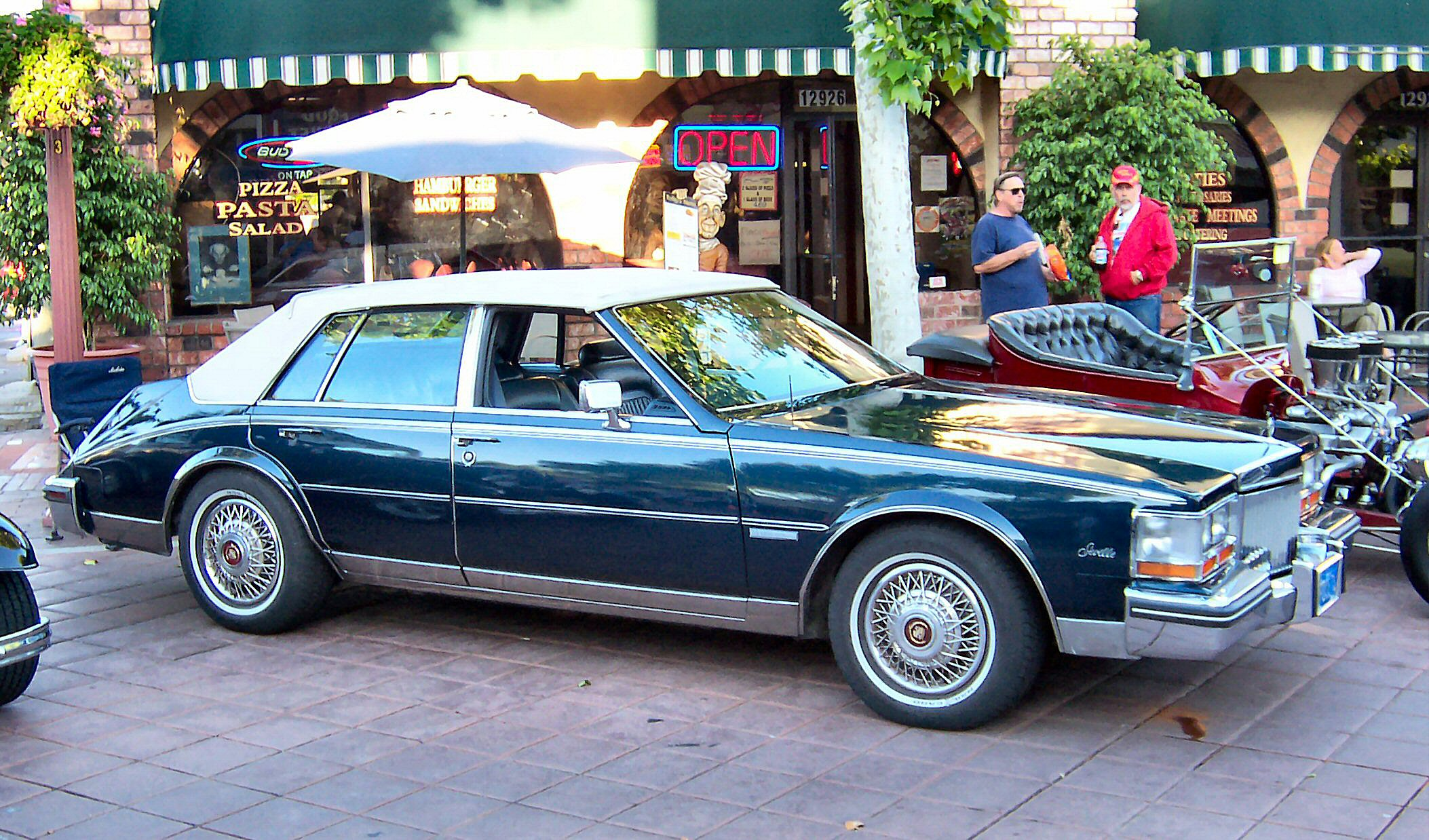
Kurzes Heck und aufgesetzter Kofferraum: Der Cadillac Seville von 1980 zitierte Gestaltungsmerkmale früherer Hooper-Karosserien.

In den 1950er Jahren zeichneten sich viele von Rivers’ Entwürfen durch eine abfallende Hecklinie aus, auf die der Kofferraum gleichsam aufgesetzt zu sein schien. Diese Detailgestaltung wurde später gelegentlich als „Hooper-Heck“ beschrieben. Sie wirkte lange nach und wird heute mitunter als Markenzeichen traditionsbezogenen Designs angesehen:
- Das „Hooper-Heck“ findet sich unter anderem bei der 1968 vorgestellten Daimler DS420 Limousine, die nicht von Hooper gestaltet war, aber Elemente klassischer Entwürfe zitierte.

- Die amerikanischen Automobildesigner Bill Mitchell und Wayne Crady griffen Hoopers Heckgestaltung 1980 für die zweite Serie des Cadillac Seville wieder auf. Indem sie bewusst Gestaltungsmerkmale traditioneller britischer Oberklassefahrzeuge zitierten und stilisiert auf einen zeitgenössischen Entwurf projizierten, schufen sie „das eigenständigste amerikanische Automobil seit den Tailfin-Cadillacs des Jahres 1948“.[8] Sie versuchten damit, dem kleineren, aber teureren Modell von Cadillac zusätzliches Prestige zu verleihen. Die GM-Konkurrenten Ford und Chrysler zogen nach und präsentierten wenig später eigene Fahrzeuge, die ebenfalls ein „Hooper-Heck“ aufwiesen. Hierzu gehörten der Lincoln Continental (1981) und der Chrysler Imperial (1981). Auch bei ihnen handelte es sich um hochpreisige, vergleichsweise kompakte Fahrzeuge.

## Die Docker-Daimlers

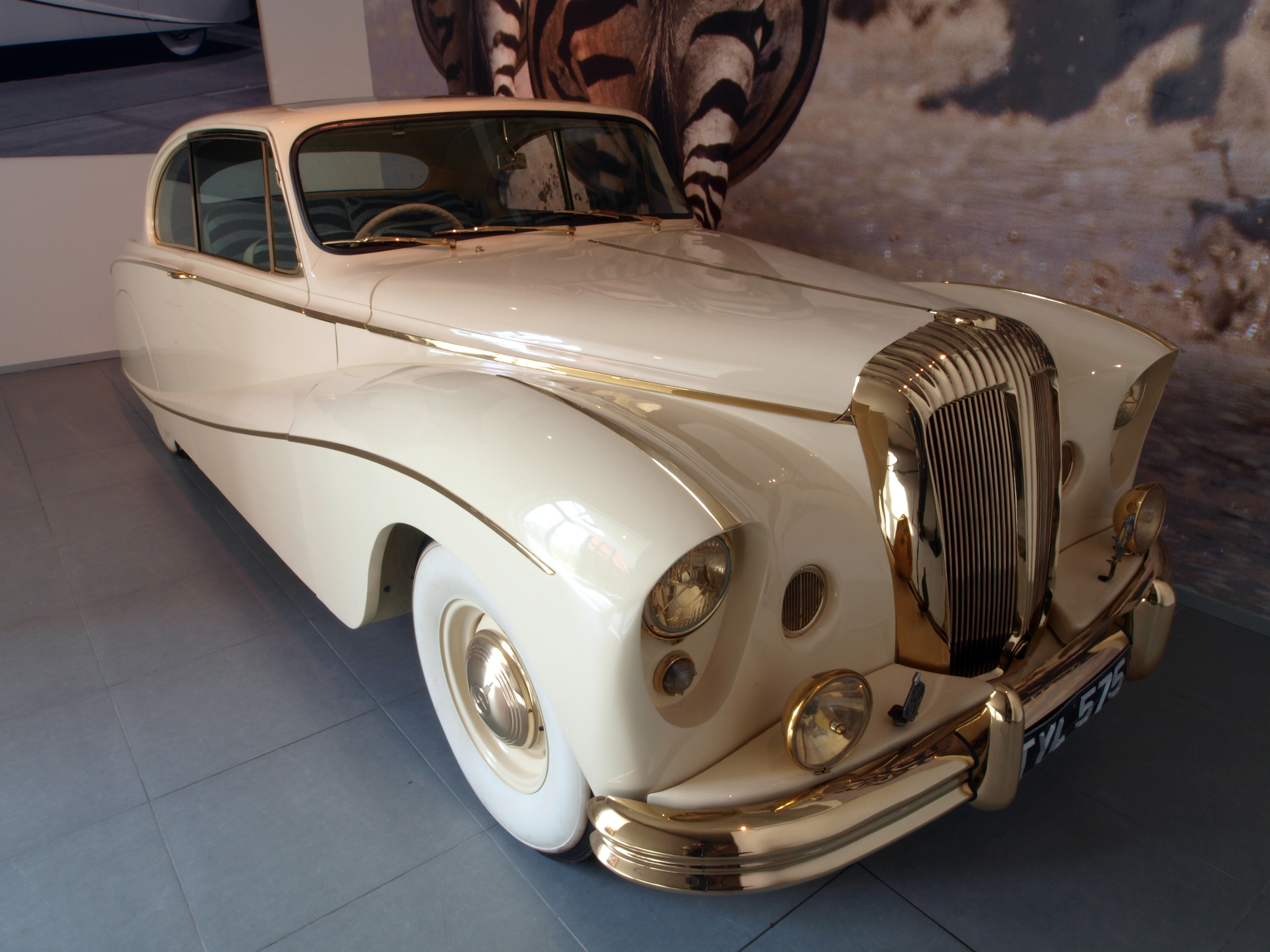
Das letzte Exemplar der „Docker Daimlers“: „Golden Zebra“ von 1955.

Zwischen 1951 und 1955 präsentierte Hooper auf der London Motor Show im Oktober eines jeden Jahres ein individuell gestaltetes Fahrzeug auf der Basis der großen Daimler-Limousine. Die Fahrzeuge waren für Lady Docker, die Ehefrau des BSA-Vorsitzenden, bestimmt. Sie hoben sich von dem traditionellen, eher zurückhaltenden Hooper-Design ab und trugen teilweise sehr auffällige Linien.
Die Docker-Daimlers waren:
- Stardust oder The Golden Daimler, eine Limousine (1951)
- Blue Clover, eine fünfsitzige Limousine (1952)
- Silver Flash, ein zweisitziges Coupé (1953)
- Star Dust, eine Limousine (1954)
- Golden Zebra, ein zweitüriges Coupé mit Sitzbezügen aus Zebrafell (1955).